# Synthliboramphus antiquus
Synthliboramphus antiquus là một loài chim trong họ Alcidae.
Chúng cư trú sinh sản từ vùng biển Hoàng Hải (các đảo ngoài khơi Trung Quốc), thông qua các bờ biển Thái Bình Dương của Nga và quần đảo Aleutian đến quần đảo Haida Gwaii của British Columbia, nơi có khoảng một nửa số lượng loài này trên thế giới.